# Lower Class Brats
Lower Class Brats est un groupe de punk rock américain, originaire d'Austin, au Texas. Ils seront supportés par la marque Lucky 13 Apparel. Ouvertement contre le mouvement Emo, le groupe s'est fait une réputation dans le monde du street punk en restant toujours underground. Le groupe faillit se dissoudre après que certains membres durent régler leur addictions aux drogues et à l'alcool.
Très suivi par les skateboarders et le mouvement skate en général, le groupe apparut dans le dernier numéro du magazine de skate Thrasher, une planche de skate est même créée à l'image du groupe.

## Biographie
Lower Class Brats est formé en janvier 1995 à Austin, au Texas. Le groupe est initié par Bones DeLarge, à cette période concentré sur le film A Clockwork Orange de Stanley Kubrick, et sur la seconde vague du punk britannique avec des groupes comme Sham 69. Depuis 1995, DeLarge est le seul membre constant de Lower Class Brats. Après plusieurs singles, EP, et compilation qui apparaitront plus tard dans une anthologie intitulée Real Punk Is an Endangered Species: The Clockwork Singles Collection en 2003, les Lower Class Brats enregistrent et publient leur premier album studio, Rather Be Hated than Ignored. L'album suit de deux autres : The Plot Sickens en 2000, et A Class of Our Own en 2003 au label Punkcore Records. 
Trois ans après la sortie de A Class of Our Own, en 2006, Bones DeLarge recrute de nouveaux membres et le groupe comprend désormais le guitariste Marty Volume, le bassiste Evo, et le batteur Clay. Ils signent au label de punk indépendant TKO Records, et publient l'album The New Seditionaries,. En 2007 sort l'album live Loud and Out of Tune: Live!!! chez TKO Records.

## Membres

### Membres actuels
- Bones DeLarge - chant (depuis 1995)
- Marty Volume' - guitare (depuis 1995)
- Ron Conflict - basse (depuis 2012)
- Punt - batterie (depuis 2014)

### Anciens membres
- Rick Brat - basse (1995-1999, 2000)
- Houston Richieson - basse (1999)
- Ryland Meyer - basse (2000-2002)
- Johnny O. Negative - basse (2008-2011)
- EVO - basse (2002-2008, 2011-2012)
- Rob Brat - batterie (1995-2000)
- Brad Teeter - batterie (2000-2002)
- Mike Brat - batterie (2002-2004)
- Clay Aloy - batterie (2004-2008)
- Joey The Kid - batterie (2008-2013)
- R.T. - piano (sur Rather Be Hated than Ignored, 1997)
- Tony Scalzo - piano (sur The New Seditionaries, 2006)

## Discographie

### Albums studio
- 1998 : Rather Be Hated than Ignored (réédité en 2001 par Punkcore)
- 2000 : The Plot Sickens
- 2003 : A Class of Our Own
- 2003 : Clockwork Singles Collection: Real Punk Is an Endangered Species

### EP et splits
- Who Writes Your Rules (EP)
- LCB/Reducers SF (split)
- A Wrench In the Gear
- LCB/ Dead End Cruisers (split)
- LCB/ Templars (split)
- Psycho
- Glam Bastard
- Deface the Music
- The Worst (EP)
- I'm a Mess
- LCB/ Chelsea (split)
- Punks,Skins, Herberts and Hooligans
- Primary Reinforcement